# Kurdistan Regional Government
Kurdistan Regional Government (KRG) (kurdisk: Hikûmetî Herêmî Kurdistan, حكومه تى هه ريمى كوردستان) er navnet på selvstyremyndigheden i den kurdiske region i det nordlige Irak.

## Eksterne Henvisninger
- Kurdistan Regional Government (KRG) Arkiveret 25. september 2011 hos  Wayback Machine

| Politik | Spire Denne artikel om politik og ideologi er en spire som bør udbygges. Du er velkommen til at hjælpe Wikipedia ved at udvide den. |